# Droga dissociativa
As drogas dissociativas ou simplesmente dissociativos são uma classe de alucinógenos que distorcem as percepções da visão e audição e produzem sentimentos de dissociação do ambiente e de si mesmo. Isso é feito através da redução ou bloqueio de sinais de outras partes do cérebro para a mente consciente. Embora outras classes de drogas também atuem deste modo, os dissociativos possuem um mecanismo de ação único, pois provocam também efeitos alucinógenos, que incluem privação sensorial, dissociação, alucinações e estados ou transes oníricos. Alguns dissociativos, que não são seletivos em ação e afetam os sistemas de dopamina e/ou opioides, podem ser capazes de induzir euforia. Muitos dissociativos têm efeitos depressivos gerais e podem produzir sedação, depressão respiratória, analgesia, anestesia e ataxia, além de comprometimento cognitivo e de memória e amnésia.

## Efeitos
Os efeitos dos dissociativos podem incluir dissociação sensorial, alucinações, mania, catalepsia, analgesia e amnésia. As características da anestesia dissociativa são descritas como catalepsia, amnésia e analgesia. Segundo Pender 1972), "o estado foi designado como anestesia dissociativa, uma vez que o paciente realmente parece desassociado de seu ambiente". Pender (1970) e Johnstone et al. (1959) relataram que pacientes sob anestesia, devido à cetamina ou fenciclidina, tornaram-se mais propensos a movimentos sem propósito e tinham alucinações (ou "sonhos") durante e após a anestesia. Alguns pacientes acharam as alucinações eufóricas, enquanto outros as acharam perturbadoras.
Em doses mínimas, os dissociativos alteram os mesmos processos cognitivos e perceptivos afetados por outros fármacos alucinógenos, como mescalina, LSD e psilocibina; portanto, eles também são considerados alucinógenos e psicodélicos. Talvez as diferenças subjetivas mais significativas entre os dissociativos e os alucinógenos clássicos (como LSD e mescalina ) sejam os efeitos dissociativos, que incluem: despersonalização, o sentimento de ser irreal, desconexão de si mesmo ou incapacidade de controlar suas ações; e desrealização/derspersonalização, estado em que há uma sensação de que o mundo exterior é irreal ou que está em um sonho.
Em ensaio clínico, foi administrada minociclina durante 5 dias, na dose de 150mg por dia em voluntários saudáveis; destes, 50% apresentaram dissociação e 13,3% apresentaram euforia.

### Uso recreativo
Alguns compostos dissociativos são usados recreativamente, como a cetamina e o óxido nitroso. A fenciclidina (PCP) está disponível nas ruas como droga ilegal. Para atingir os efeitos dissociativos, alguns usuários usam xaropes para tosse com dextrometorfano (DXM) em doses muito mais altas do que as recomendadas clinicamente. Historicamente, o clorofórmio e o éter dietílico têm sido usados recreativamente.